# 西康绣线梅
西康绣线梅（学名：Neillia thibetica），为蔷薇科绣线梅属下的一个植物变种。分布于中国四川西部、云南西北部。模式标本采自四川康定。生溪边杂木林中，海拔1500-3000米。